# Ларингоскоп

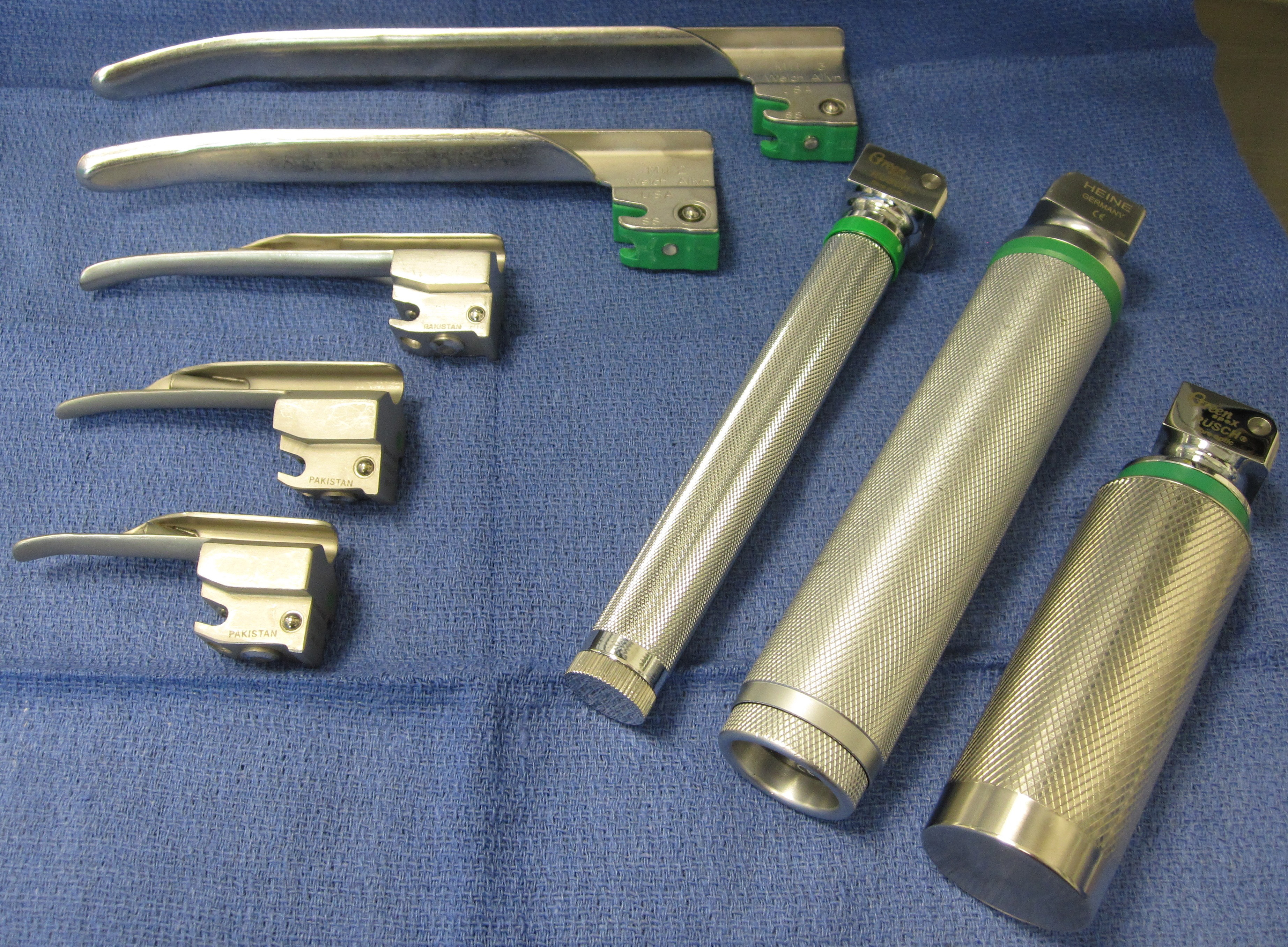
Ларингоскопы: сменные насадки и рукояти с источниками питания внутри.

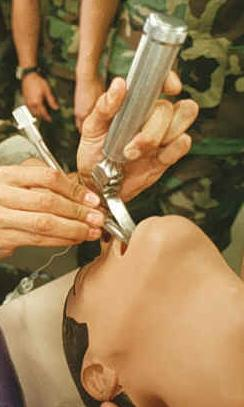
Интубация трахеи

Ларингоскоп (англ. laryngoscope) — медицинский прибор (разновидность эндоскопа), используемый для обследования гортани.
Ларингоскоп  разработан, чтобы облегчить быструю визуализацию гортани без необходимости выравнивания глоточной и гортанной осей. Кроме простой и быстрой интубации пациента в самых сложных случаях, он также предельно упрощает манипуляцию и полностью исключает травмоопасность при рутинной интубации пациентов с нормальными дыхательными путями.
Предназначен для осмотра полости глотки и проведения различных операций в клинических условиях.
Конструктивно он выполнен в виде рукоятки, к которой крепятся сменные клинки с лампами. В рукоятке размещен источник питания ламп. Включение ламп совершается автоматически при приведении клинков в рабочее состояние. Участки крепления клинков к рукоятке выполнены по международному стандарту с присоединительными размерами, дающими возможность применения клинков зарубежных моделей и их полную взаимозаменяемость.
Клинки, которые входят в состав изделия, имеют традиционную конфигурацию и дифференцированные размеры. Данные элементы изготовлены из нержавеющей стали, что увеличивает их износостойкость и устойчивость к влиянию внешних факторов. Клинки могут быть пригодны для газовой стерилизации или стерилизации путём погружения в шестипроцентный раствор перекиси водорода.